# Fá sustenido

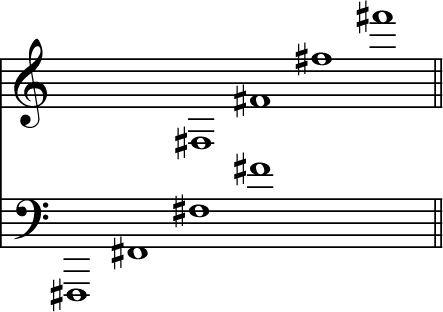
Fá sustenido

Fá sustenido (Fá♯ na notação europeia e F♯ na americana) é uma nota musical um semitom acima de fá e uma abaixo de sol. É, pois, enarmônica das notas mi dobrado sustenido e sol bemol.

## Altura
No temperamento igual, o fá sustenido que fica logo acima do dó central do piano (F♯4) tem a freqüência aproximada de 370 Hz. Tem dois enarmônicos, mi dobrado sustenido (E♯♯) e sol bemol (G♭).